# Colostethus inguinalis
Espèce
Synonymes
- Prostherapis inguinalis Cope, 1868
- Colostethus cacerensis Rivero & Serna, 2000 "1995"

Statut de conservation UICN

 LC  : Préoccupation mineure
Colostethus inguinalis est une espèce d'amphibiens de la famille des Dendrobatidae.

## Répartition
Cette espèce est endémique de la Colombie. Elle se rencontre dans les départements de Chocó, d'Antioquia, de Córdoba et de Boyacá du niveau de la mer jusqu'à 400 m d'altitude.

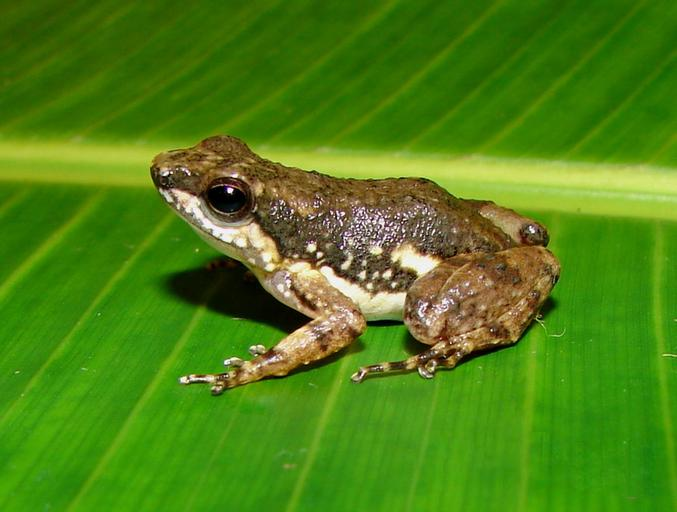
Colostethus inguinalis

## Publication originale
- Cope, 1868 : An examination of the Reptilia and Batrachia obtained by the Orton Expedition to Equador and the Upper Amazon, with notes on other species. Proceedings of the Academy of Natural Sciences of Philadelphia, vol. 20, p. 96-140 (texte intégral).